# Pietro Caporilli
Pietro Caporilli (Alatri, 3 novembre 1901 – Roma, 16 dicembre 1977) è stato uno storico, scrittore e giornalista italiano, appassionato di letteratura storica e studioso dei fenomeni sociali e politici del passato e del Novecento.
Fu testimone e attore di vicende eroiche e anche cruente; fece parte della schiera di legionari per l’italianità di Fiume con D'Annunzio.

## Biografia
Nato ad Alatri (Frosinone) il 3 novembre 1901, sposatosi nel 1927, ha vissuto sempre a Roma con la moglie Evelina e i sette figli: Memmo, Renato, Rosita, Romano, Rossana, Graziella e Maria Cristina, tranne per un periodo trascorso a Como.
Durante il fascismo nel 1930, come consulente del Ministero della Cultura Popolare, editò oltre a varie pubblicazioni antibolsceviche, il testo "Educazione Giovanile nello Stato Fascista" con prefazione di Virginio Gayda. Nel 1936 divenne segretario federale dell’Istria per la Dalmazia.

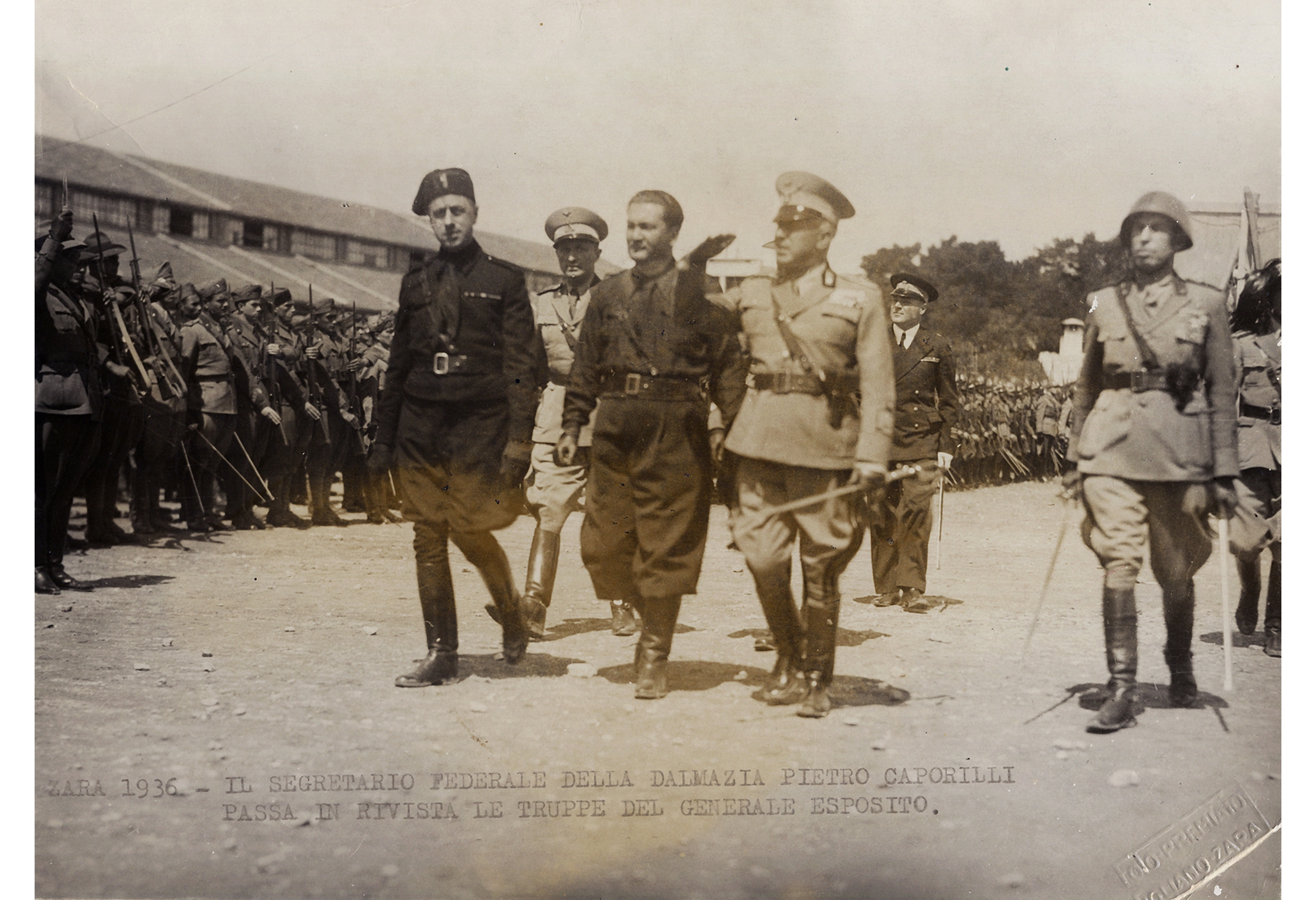
Il segretario federale della Dalmazia Pietro Caporilli passa in rassegna le truppe del generale Giovanni Esposito

Durante la Seconda Guerra Mondiale fu corrispondente di guerra sui sommergibili incaricato dal Ministero della Guerra con la qualifica di tenente carrista, dal 1940 al 1942.
Dopo il "Dettato di Pace" del 1945, si rafforzò in lui - come missione e ragione di vita - la volontà di raccontare la realtà e l'essenza degli avvenimenti di cui era stato testimone.
Aderisce alla R.S.I. con Rodolfo Graziani.
Nel 1943 viene condannato a morte dal C.L.N. Brigata Matteotti.
In seguito, fu epurato per apologia di fascismo nel 1945.
Partecipa alla vita politica italiana sotto il governo De Gasperi e viene eletto nelle liste del Movimento Sociale Italiano nel 1952.
La sua penna intransigente e a volte caustica fece scalpore. 
Fu direttore della Domenica del Corriere dal 1943 al 1945.
Fondatore e editore del settimanale "satirico anticanagliesco" Asso di bastoni dal 1948 al 1954.
Nel 1953 Fonda e dirige il settimanale Giramondo, anticipatore delle modalità comunicative tipiche degli attuali social network.
La sua penna tagliente e sempre coerente al servizio della storia termina di scrivere il 16 dicembre 1977.

## Autore di opere storiografiche
- Storia della Prima Guerra Mondiale
- Storia del Fascismo

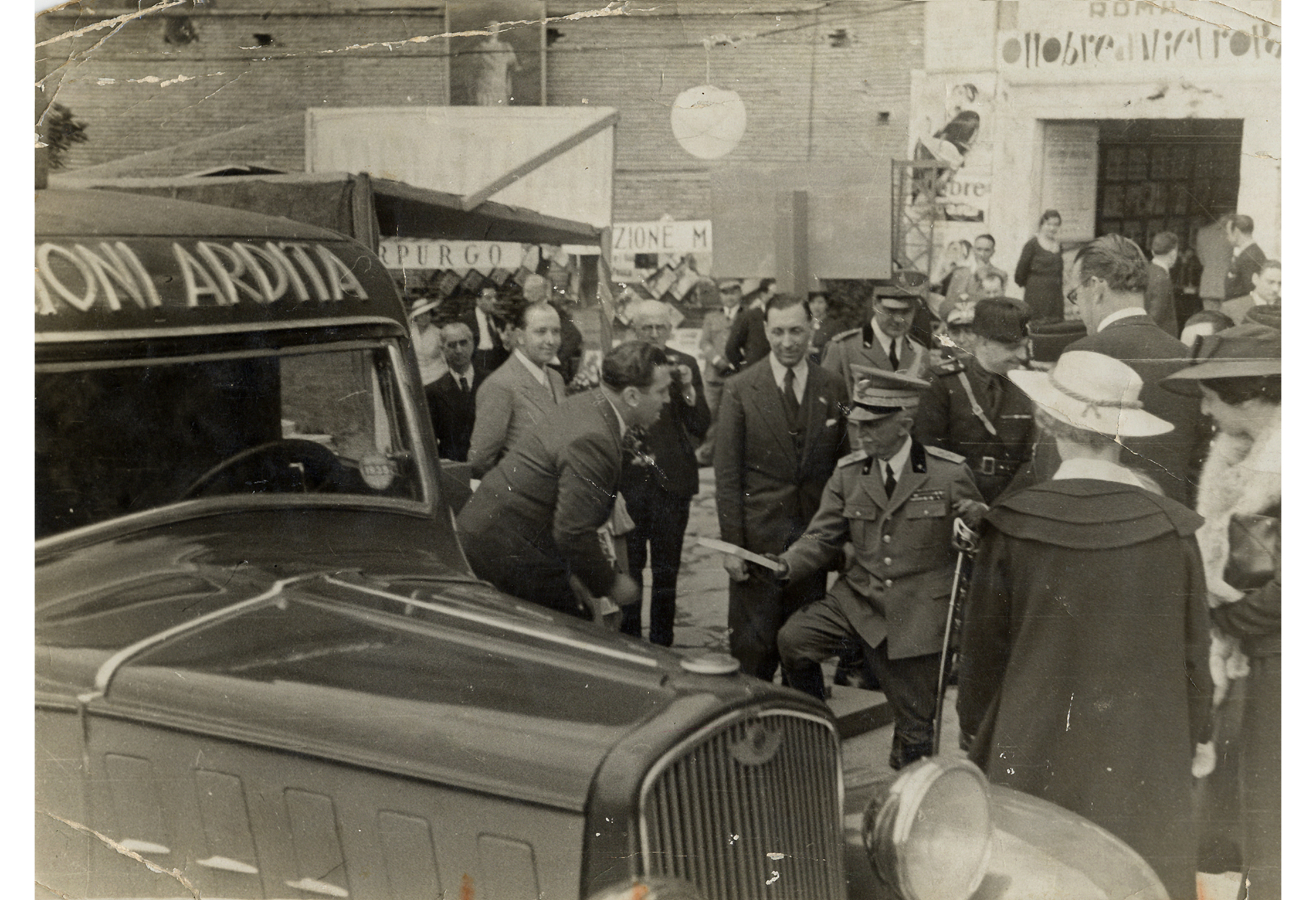
Caporilli presenta "L'educazione giovanile nello stato fascista" al re Vittorio Emanuele

- Storia della Seconda Guerra Mondiale

## Asso di bastoni
"Settimanale Satirico Anticanagliesco" che rappresentò per alcuni anni l'unica risposta politico-giornalistica di destra al pensiero dominante della stampa filoamericana post bellica.
Il primo numero uscì il 27 giugno 1948; l'ultimo a conduzione di Pietro Caporilli fu quello del 23 luglio 1954, prima della cessione a Vanni Teodorani.
Oltre numerosi sequestri, le varie denunce e querele, tre furono i grandi processi che ebbero una vasta eco nell'opinione pubblica durante il governo democristiano De Gasperi:
- Processo Badoglio, accusato di essere il mandante dell'omicidio di Stato della Medaglia d'Oro Ettore Muti;
- Processo Maugeri, per tradimento precedente l'8 settembre 1943;
- Processo di Apologia di Fascismo per aver esaltato la Decima Flottiglia M.A.S. Quest'ultimo portò all'arresto di Pietro Caporilli e dei redattori del settimanale.

## Interdizioni
- In Francia per il testo "Gli ammutinamenti francesi del ‘17" nel 1936
- In Inghilterra per i testi 
  - "Elogio dell’amicizia britannica"
  - "Soprusi e piraterie di S.M. Britannica" 1936 – 1940

## Onorificenze

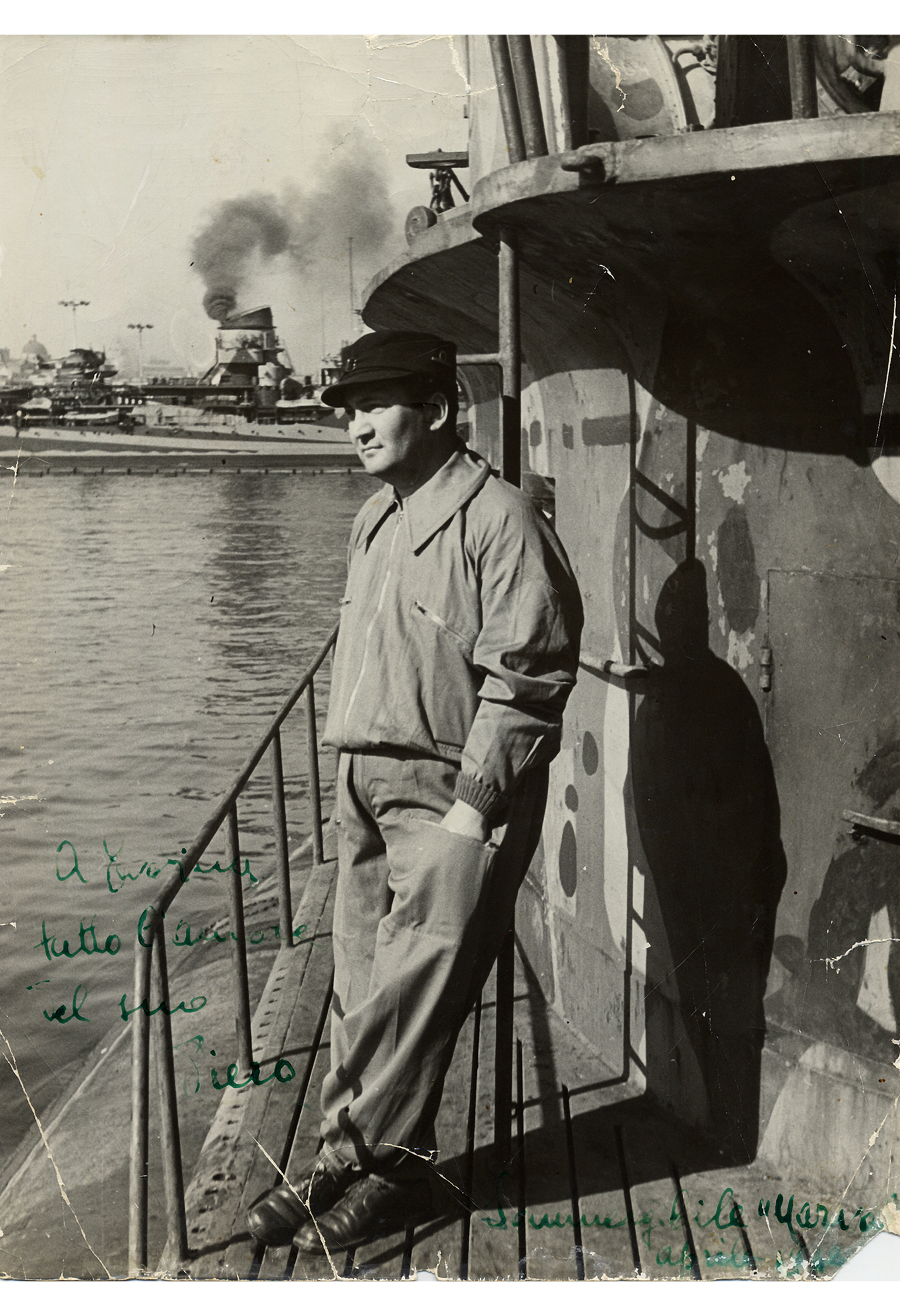
Corrispondente di guerra sul sommergibile Pier Capponi - 1941

- Cavaliere dell’Ordine della Corona d’Italia per l’educazione nazionale - San Rossore 17 aprile 1930 - iscr.1690
- Croce al merito di guerra come tenente carrista e corrispondente di guerra sui sommergibili dal 1940 - iscr.55878

## Settimanali fondati e diretti
- Asso di Bastoni
- Asso di Spade
- L'Assalto
- Il Carroccio
- Giramondo
- 7 anni di Guerra

## Pubblicazioni
- Sveglia, 1920
- Bottega di novelle - quindicinale, 1927
- L'educazione giovanile nello stato fascista, 1930
- Il fascismo e i giovani, 1930
- Uomini di ferro, 1931
- Gioventù fascista - settimanale, 1932
- Baracca memorie di guerra aerea, 1933
- Gli ammutinamenti francesi del '17, 1934
- Balilla, 1934
- Etiopia - edizioni ardita, 1935
- Il giornale della domenica, 1935
- L'Italia nelle memorie di guerra di Lloyd George, 1935
- Il terrore bolscevico, 1936
- San Marco - quotidiano, 1936
- La Gazzetta del Mezzogiorno, 1936
- Elogio dell'amicizia britannica, 1936
- Il piccolo - quotidiano, 1937
- L'Ora, 1937
- Eroi della trincea, 1937
- Gli orrori della Ceka, 1937
- Noi della ciurma - edizioni ardita, 1937
- Gli eroi del mare, 1937
- Film - settimanale, 1938
- Il giornale d'Italia – corrispondente di guerra sui sommergibili dal 1938 al 1940
- Spagna rossa, 1938
- La voce d'Italia - settimanale, 1939
- Il Veneto - quotidiano mattina, 1940
- Il Corriere Veneto - quotidiano sera, 1940
- L'assedio dell'Alcazar – edizioni ardita, 1940
- Gli inglesi in Mediterraneo, 1940
- Soprusi e piraterie di S.M. britannica in Mediterraneo, 1940
- La Gazzetta - quotidiano, 1940
- La voce d'Italia – settimanale, 1940
- Cartagine, 1941
- Il popolo d'Italia - quotidiano, 1941
- Il sommergibile Pier Capponi, 1942
- Sommergibili in Mar Rosso, 1942
- Acqua salata - settimanale, 1943
- La Domenica del Corriere – direttore da 28 nov. 1943 al 22 apr. 1945
- Asso di bastoni – settimanale – fondatore e editore dal 1948 al 1954
- Servizio segreto – Carla Costa, 1951
- Diario di Rommel, 1952
- Giramondo – settimanale, 1953
- Vita di Mussolini - edizioni ardita, 1954
- Testimonianze - n°22 fascicoli, 1954
- Il corsaro dell'Atlantico, 1955
- Il Carroccio – settimanale, 1955
- 7 anni di guerra – fotostoria del secondo conflitto mondiale n°3 volumi, 1955
- Africa parla - settimanale, 1958
- L'Islam, 1959
- Storia del fascismo – rassegna storica fotografica dal’14 al ‘45 n°500 pagine, 1960
- Appendici - n°32 fascicoli, 1961
- Il principe di Machiavelli - note di Benito Mussolini, 1961
- L'ombra di Giuda - edizioni ardita, 1962
- Crepuscolo di sangue - edizioni ardita, 1963
- La grande guerra, 1964
- Mussolini giudicato dagli stranieri, 1965
- Storia dei Papi, 1966
- Il papato e le profezie di San Malachia - Mussolini e la Chiesa, 1966
- Trent'anni di vita italiana – n°2 volumi per Nastasi, 1967
- L'Assalto - settimanale, 1969
- Calendario degli italiani, 1970
- Un secolo di vita italiana - n°2 volumi, 1973
- Mussolini pensieri - biblioteca di cultura storica e politica, 1971
- Profilo storico del comunismo - biblioteca di cultura storica e politica, 1972
- Guerra negli abissi - edizione postuma, 1998

## Fonti storiche
- Archivio di Stato
- Ministero della Guerra
- Tribunale di Roma
- Carcere di Regina Coeli (detenuti politici)
- Ministero dell'Interno
- CLN